# Aurora Jiménez de Palacios
Aurora Jiménez de Palacios (n. Tecuala, Nayarit, 9 de desembre de 1925 - f. 15 d'abril de 1958). Fou una política i advocada mexicana, membre del Partit Revolucionari Institucional, fou la primera dona mexicana a ser elegida per al càrrec de Diputada Federal.
Aurora Jiménez de Palacios va ser advocada diplomada de la Universitat de Guadalajara, va radicar a la ciutat de Mexicali des de l'any de 1947, any en el qual contreu matrimoni amb José Cruz Palacios Sánchez. L'any 1952 participa, juntament amb el seu marit, en la campanya política dels diputats constituents, iniciant així la seva participació política en el PRI, en erigir-se com a estat del llavors Territori Nord de Baixa Califòrnia va ser elegida com la primera dona diputada federal a Mèxic el 4 de juliol de 1954, protestant per al càrrec el 7 de setembre del mateix anys per formar part de l'últim període de la XLII Legislatura fins a 1955, això a causa que quan era territori federal Baixa Califòrnia solament tenia dret a triar un únic diputat i en convertir-se en estat va tenir dret a triar un més.
Va ser una defensora i lluitadora per aconseguir el vot femení a Mèxic i l'any 1953 participa en la Coalició Nacional Revolucionària, organitzant juntament amb Emilia Barajas, Eva de Ayón, Cristina Mojica de Flores i el seu propi marit, un gran míting de dones a l'antiga plaça de Bous de Mexicali, al que van acudir unes 10 mil dones. Allí, es va defensar el dret de les mexicanes a votar i ser votades.
Fou una de les primeres cinc Diputades Federals en la història de Mèxic:
- Pel primer Districte de l'Estat de Baixa Califòrnia, Llic. Aurora Jiménez de Palacios
- Marcelina Galindo Arce de Chiapas
- María Guadalupe Urzúa de Jalisco
- Remedios Albertina Ezeta de l'Estat de Mèxic i
- Margarita García Flores, de l'Estat de Nuevo León

Va perdre la vida en un accident aeri el 15 d'abril de 1958.